# Алекси Куземський
А́лекси Кузе́мський (пол. Aleksy Kuziemski; 9 травня 1977, Свеце, Бидгоське воєводство) — польський професійний боксер, призер чемпіонатів світу та Європи серед аматорів. 

## Аматорська кар'єра
2002 року на чемпіонаті Європи Куземський переміг в першому бою, а в наступному програв Жону Дові (Франція).
2003 року на чемпіонаті світу зайняв третє місце. В чвертьфіналі він переміг Андрія Федчука (Україна) — (+)10-10, а в півфіналі програв Магомеду Аріпгаджиєву (Білорусь) — 14-16.
На кваліфікаційному чемпіонаті Європи 2004 зайняв третє місце і отримав путівку на Олімпійські ігри 2004.
На Олімпійських іграх 2004 Куземський програв в першому бою Бейбуту Шуменову (Казахстан) — 22-34.

## Професіональна кар'єра
2005 року Алекси Куземський дебютував на професійному рингу. Здобувши 17 перемог, 22 серпня 2009 року вийшов на бій за титул «тимчасового» чемпіона за версією WBO в напівважкій вазі проти Юргена Бремера (Німеччина) і зазнав технічним нокаутом першої поразки.
21 травня 2011 року, замінивши Бремера, Куземський вийшов на бій за титул чемпіона світу за версією WBO в напівважкій вазі проти англійця Натана Клеверлі і програв технічним нокаутом в четвертому раунді.
26 листопада 2011 року одноголосним рішенням суддів програв у себе на батьківщині в Польщі в бою за вакантний пояс чемпіона світу за версіє WBF французу Дуду Нгумбу.
В останньому в професійній кар'єрі бою Алекси Куземський програв 14 грудня 2012 року канадському боксеру Жану Паскалю.